# 特里·罗齐尔
泰瑞·威廉·洛齊爾三世（英語：Terry William Rozier III，1994年3月17日—美国职业篮球运动员，司职控球后卫，现效力于NBA联盟的邁阿密熱火。他大学时期效力于路易斯维尔大学红雀队，于2015年NBA选秀中被凯尔特人队以首轮第16顺位选中。

## 高中生涯
洛齊爾在2012年前在俄亥俄州扬斯敦的夏克海茨高中就读。在他的四年级赛季，他场均可以贡献25.6分、6.5个篮板球、4.5次助攻和4.7次抢断，并带领学校在2002年以来第一次杀入该区的半决赛。在ESPNU的前100排行上，他排在74位。由于成绩问题，洛齊爾在哈格雷夫军事学院再就读一年，在那个赛季他场均可以贡献29.3分、7.8个篮板球和5.6次助攻，并带领球队打出了38胜8负的战绩。在一场于2013年1月26日举行的的比赛中，罗齐尔砍下69分，刷新了学校的历史记录。

## 大学生涯
洛齊爾在路易斯维尔大学的大一赛季，场均能贡献8.8分、3.2个篮板球和1.5次抢断，37.1%的三分球命中率在大西洋沿岸联盟的新秀中领跑。在NCAA锦标赛期间，罗齐尔场均可以贡献7.7分和2.7次助攻。在罗齐尔的大二赛季，罗齐尔场均可以贡献17.1分和5.6个篮板球。

## 职业生涯
2015年3月30日，罗齐尔和队友蒙特雷兹·哈雷尔共同宣布参加2015年NBA选秀。6月25日，罗齐尔在2015年NBA选秀上以首轮总第16顺位被波士顿凯尔特人选中。他随后参加了2015年的NBA夏季联赛，场均贡献12.3分和3.9次助攻。7月27日，罗齐尔与波士顿凯尔特人队签下一份新秀合同。
2018年1月31日，洛齊爾頂替右側股四頭肌挫傷的凯里·欧文，對纽约尼克斯首度先發上場，就繳出17分、11籃板、10助攻的生涯首度「大三元」表現，率隊以103：73大勝對手，也中止主場3連敗。此役頂替厄文先發有亮眼表現的洛齊爾，也是NBA史上繼2013年托尼·罗腾後，第一次先發就取得「大三元」表現的球員。
3月16日，凯尔特人在客场以92-83击败奥兰多魔术，罗齐尔本场比赛继续强势发挥。罗齐尔在最近的3场比赛中场均得到18分6个篮板5.3个助攻，有效命中率为48.9%。
罗齐尔在今日的比赛中上场34分钟，13投5中，得到17分7个篮板5个助攻1个盖帽。
3月25日 作客面對國王，洛齊爾全場16投12中，包括三分球12投8中，狂砍33分5籃板3助攻5抄截，得分和三分球均創下生涯新高，帶領球隊在下半場扭轉戰局，以104-93擊敗國王，取得3連勝。凯尔特人隊史單場投進最多三分球是9顆，由以赛亚·托马斯和安东尼·沃克所保持，洛齊爾在第四節投進第8顆三分球後，剩下8分鐘完全沒有出手三分，錯失破紀錄的機會。洛齊爾賽後表示：「如果我知道有這項紀錄，我肯定會再多出手5次。」

## 職業生涯數據

### NBA例行賽數據統計
| 2015–16  | BOS      | 39  | 0  | 8.0  | 27.4 | 22.2 | 80.0 | 1.6 | 0.9 | 0.2 | 0.0 | 0.5 | 0.6 | 1.8  |
| 2016–17  | BOS      | 74  | 0  | 17.1 | 36.7 | 31.8 | 77.3 | 3.1 | 1.8 | 0.6 | 0.1 | 0.6 | 0.9 | 5.5  |
| 2017–18  | BOS      | 80  | 16 | 25.9 | 39.5 | 38.1 | 77.2 | 4.7 | 2.9 | 1.0 | 0.2 | 1.0 | 1.5 | 11.3 |
| 2018–19  | BOS      | 79  | 14 | 22.7 | 38.7 | 35.3 | 78.5 | 3.9 | 2.9 | 0.9 | 0.3 | 0.9 | 1.3 | 9.0  |
| 職業生涯 | 職業生涯 | 272 | 30 | 20.0 | 38.0 | 35.4 | 77.7 | 3.6 | 2.3 | 0.7 | 0.2 | 0.8 | 1.2 | 7.7  |

### NBA季後賽數據統計
| 2015–16  | BOS      | 5  | 0  | 19.8 | 39.1 | 36.4 | 100.0 | 3.4 | 1.2 | 0.2 | 0.6 | 0.4 | 1.0 | 4.8  |
| 2016–17  | BOS      | 17 | 0  | 16.3 | 40.2 | 36.8 | 80.0  | 2.6 | 1.9 | 0.6 | 0.2 | 0.6 | 1.2 | 5.6  |
| 2017–18  | BOS      | 19 | 19 | 36.6 | 40.6 | 34.7 | 82.1  | 5.3 | 5.7 | 1.3 | 0.3 | 1.2 | 2.0 | 16.5 |
| 2018–19  | BOS      | 9  | 0  | 18.0 | 32.2 | 23.5 | 75.0  | 4.3 | 1.9 | 0.4 | 0.2 | 1.1 | 1.7 | 6.4  |
| 職業生涯 | 職業生涯 | 50 | 19 | 24.7 | 39.3 | 33.5 | 80.9  | 4.0 | 3.3 | 0.8 | 0.3 | 0.9 | 1.6 | 9.8  |

## 外部連結
- 路易斯维尔大学的专页
- 2015年NBA夏季联赛的档案